# Le Prêcheur
Le Prêcheur ist eine französische Gemeinde im Übersee-Département Martinique. Sie gehört zum Arrondissement Saint-Pierre (Martinique). Das Küstendorf mit 1463 Einwohnern (Stand 2022) liegt im Norden der Insel und ist etwa 25 Kilometer von Saint-Pierre entfernt. Es war bis zu dessen Auflösung 2015 Hauptort (Chef-lieu) des Kantons Le Prêcheur.

## Bevölkerungsentwicklung
| Jahr      | 1961 | 1967 | 1974 | 1982 | 1990 | 1999 | 2006 | 2013 |
| --------- | ---- | ---- | ---- | ---- | ---- | ---- | ---- | ---- |
| Einwohner | 2500 | 2613 | 2284 | 2005 | 2050 | 1845 | 1717 | 1632 |